# وقت الفحص
وقت الفحص (بالإنجليزية: Inspection time)‏ هو الذي يشير إلى مدة التعرض المطلوبة للفرد البشري لتحديد محفز بسيط بشكل موثوق، وعادةً ما يتم تقديم حافز يتكون من خطين متوازيين يختلفان في الطول ويتم ربطهما في الأعلى بواسطة شريط عرضي (على غرار الحرف اليوناني باي )، والقدرة على الكشف السريع عن هوية المنبه قابلة للتوريث بشكل معتدل، وترتبط بمعدل ذكاء الفرد.

## ملخص
إذا سئل أي من الخطين في الشكل أدناه أطول؛ على اليسار أو اليمين، يمكن لجميع الأشخاص غير المكفوفين تقريبًا الإجابة بشكل صحيح بنسبة 100٪ من الوقت ، لكن إذا تم إخفاء المنبه للخلف بعد فترة زمنية قصيرة ، فإن نسبة الاستجابات الصحيحة تنخفض مع انخفاض مدة التعرض ، وتظهر الفروق الفردية الموثوقة في النسبة المئوية المحددة بشكل صحيح على فترات مختلفة.
اقترح دوج فيكرز المهمة نفسها كمقياس لمعدل تراكم المعلومات. أظهر تيد نيتيلبيك وكريس براند وآخرون أنه يرتبط ارتباطًا وثيقًا بالذكاء السيكومتري ، خاصة عبر الجزء السفلي من نطاق الذكاء مما يشير إلى أن الاختلافات في الذكاء قد تعكس جزئيًا ، الاختلافات في معدل معالجة المعلومات - نظرية اقترحها آرثر جنسن.
يتم عرض إصدار واحد من محفزات وقت الفحص أدناه (1) مع الحافز (اليسار القصير المعطى كمثال) ، والذي تم استبداله بقناع (2)، (3) يشير إلى فرصة الموضوع للإبلاغ عن الحافز الذي رأوه في أوقات فراغهم.

## علم الوراثة
وقت الفحص وراثي بشكل معتدل؛ هذا العمل على وراثة تكنولوجيا المعلومات من مجموعة نيك مارتن أظهر أيضًا، أن السرعة الإدراكية ليس لها دور سببي في الذكاء، بل بالأحرى أن معدل الذكاء وتكنولوجيا المعلومات هما انعكاسان مختلفان لبعض العمليات البيولوجية المشتركة.

## أنظر أيضا
- قياس التسلسل الزمني العقلي